# 绿色营销
绿色营销（英語：green marketing）是对所谓环境安全的产品的营销。它包括了产品修改、生产流程改进、可持续包装以及广告调整等。然而，绿色营销的定义比较模糊，其中有许多相互交叉和矛盾的含义。例如，该术语在不同的社会、环境和零售语境下有不同的定义。其他类似术语有环境营销（environmental marketing）和生态营销（ecological marketing）。
绿色、环保和生态营销是新营销手段的一部分，这些方法不仅审视、调整或强化现有的营销思想和实践，而且寻求挑战这些方法，并提供截然不同的视角。更具体而言，绿色、环境和生态营销属于一组方法，是解决当下的营销与生态和社会现实之间脱节的问题的一种尝试。
绿色营销需要谨慎考虑营销用语的法律影响，夸大声明可能会导致企业面临监管或民事处罚。在美国，聯邦貿易委員會提供了一些关于环境营销用语指南。该委员会在2011年对该指南及其包含的法律标准进行了全面审查。

## 历史
绿色营销一词在80年代末和90年代初开始流行。美国营销协会（AMA）于1975年举办了第一届“生态营销”研讨会。该研讨会的成果是题为《生态营销》（Ecological Marketing）的第一本关于绿色营销的书。
企业社会责任（CSR）报告始于冰淇淋销售商Ben & Jerry's，该公司的财务报告补充了公司对其环境影响的看法。1987年，世界环境与发展委员会编写的一份文件将可持续发展定义为“满足当代人的需要，同时又不损害后代人满足其需要的能力”，这被称为《布伦特兰报告》，是迈向可持续发展的又一步在日常活动中对可持续性的广泛思考。第一波绿色营销浪潮中，有两本出版书籍是具有里程碑意义：英国Ken Peattie的《绿色营销》（Green Marketing，1992）和美国Jacquelyn Ottman的《绿色营销：新营销时代的挑战与机遇》（Green Marketing: Challenges & Opportunities for the New Marketing Age，1993）。
《绿色营销新规则：可持续品牌的战略、工具和灵感》（The New Rules of Green Marketing: Strategies, Tools, and Inspiration for Sustainable Branding，Greenleaf Publishing 和 Berrett-Koehler Publishers，2011年2月）的作者Jacquelyn Ottman认为，从组织的角度来看，环境因素应该整合到营销的各个方面——从新产品开发到传播，以及这两者之间的每一点。绿色的整全觀还认为，除了供应商和零售商之外，还应招募新的利益相关者，包括教育工作者、社区成员、监管机构和非政府组织。环境问题应与主要客户需求相平衡。
美国和其他国家的“绿色消费主义”运动一直在努力扩大其规模和影响力。然而，20世纪80年代后期以来的民意调查始终表明，美国等地有相当大比例的消费者表示非常愿意支持具有环保意识的产品和公司。绿色营销作家Joel Makower指出，绿色营销面临的挑战之一是关于何谓“绿色”没有标准或公众共识。Makower说，消费者、营销人员、活动家、监管机构和有影响力的人缺乏共识，导致绿色产品的增长放缓，公司往往不愿意宣传他们的绿色属性，而消费者常质疑相关宣传。
尽管面临这些挑战，绿色营销仍获得了不少拥护者，尤其是在全球对气候变化日益关注的情况下。这种担忧导致更多公司宣传他们减少气候影响的承诺，以及这对他们的产品和服务的影响。

## 温室气体减排市场
新兴的温室气体减排市场可能会催生具有重要的本土环境、经济和生活质量效益的项目。例如，《京都议定书》的清洁发展机制（CDM）促进了工业国家和发展中国家之间的贸易，提供了一个框架，可以鼓励资本流向对环境有益的发展活动。尽管美国没有加入《京都议定书》，但美国的一些项目在自愿和监管的基础上允许进行类似的交易。
虽然温室气体减排的碳交易作为可持续发展的新资金来源，具有重大前景，但许多较小规模的项目、偏远社区和最不发达地区可能基本上无法进入该市场。为了促进参与和扩大收益，必须克服几个障碍，包括： 利益相关者和潜在参与者缺乏市场意识、专业而晦涩的参与规则，此外还要简化小型项目的参与机制，否则交易成本可能会压倒参与带来的经济利益。若障碍得到充分解决，温室气体交易将可以在人民生活福祉和环境中发挥重要作用。

## 普及和有效性

### 争论
这种营销方式的普及和有效性引起了激烈的争论。支持者声称，对环保的诉求的数量实际上在增加——例如，能源之星标签现在出现在11,000家不同公司的38个产品类别的模型上，从洗衣機和灯泡到摩天大樓和房屋。然而，尽管绿色产品的数量有所增加，但绿色营销作为产品的主要销售方式正在下降。Shel Horowitz从事绿色营销工作30多年，也是《Guerrilla marketing Goes Green》的主要作者，他指出，要有效地进行营销，绿色企业需要针对三种不同的受众：“深绿”、“懒人绿”、 和“非绿”，以不同的方式对待每种类型进行营销。每种顾客购买商品的动机可能不同，对于非绿受众，强调产品优势而非关心地球才是有效的营销。另一方面，Roper的Green Gauge表明，很大一部分消费者（42%）认为环保产品不如传统产品有效。这是20世纪70年代的遗留问题，例如当时淋浴喷头会溅出水花，天然洗涤剂会污染衣物。如果有选择，除了最环保的顾客之外，所有顾客在任何一天（包括地球日）购买合成洗涤剂，而不是价格昂贵的“快乐星球”那种玩意。不过，新的报告显示了绿色产品的增长趋势。
市场需求对提供绿色产品的公司来说是商机。回收建筑材料、包装、纸制品，甚至毛衣和运动鞋，以及家庭和办公室中更高效的照明、供暖和制冷系统的新市场相继出现。一些绿色产品比传统产品和措施更昂贵。这一现象可能导致绿色营销被滥用，甚至产生了“漂绿”一词。消费者需要质疑，某些公司是否花了更多金钱和时间来宣传绿色和环保运营，而不是真正将其花在环保措施上。

### 困惑
随着绿色产品和相关信息变得越来越普遍，绿色营销人员——无论新老——可能面临的一个挑战是市场上的困惑。J. Ottman Consulting的创始人、《绿色营销：创新的机会》（Green Marketing: Opportunity for Innovation）一书的作者Jacquelyn Ottman说：“消费者其实对这些问题了解不多，而且存在很多困惑。”营销人员有时会利用这种困惑，故意做出虚假或夸大的“绿色”宣传。批评者将这种做法称为“漂綠”。

#### 漂绿
企业越来越多地认识到绿色营销的好处，但这样做是为了自身利益还是出于社会责任原因之间往往只有一线之隔。“漂綠”一词是指所有以增加利润为根本目的而采取表面上的绿色行为的行业。漂绿的主要目的是让消费者以为公司采取了负责的措施来管理其生態足跡。实际上，该公司可能在对环境有益的事情上做得很少。环保主义者Jay Westerveld在反对酒店在房间张贴告示要求客人重复使用毛巾以“拯救环境”时，首次使用了“漂绿”一词”。Westerveld指出，几乎没有其他迹象表明酒店经营者有兴趣减少对环境的影响，而且他们减少清洗毛巾的出发点似乎是节省成本而非环保。此后，漂绿行为已成为营销传播和可持续性辩论的核心特征，例如有人为漂绿行为设立“奖项”，众多运动、法律和建议被提出，以减少或遏制此类行为。

### 福利企业
2012年1月，Patagonia成为第一个注册福利企业（benefit corporation）身份的品牌。
福利企业是其与普通企业不同之处，在于它在以下法律前提下运作：1)物质上对社会和环境产生积极影响，2)在员工、社区和环境方面维护企業社會責任，并开拓该领域的可能性，以及3)使用无党派第三方来源，公开报告公司的活动以及在社会和环境领域取得的成就。

### 统计数据
根据市场研究机构英敏特（Mintel）的说法，大约12%的美国人口可以被确定为真正的绿色消费者，他们寻找并定期购买所谓的绿色产品。另外68%可以归类为浅绿，即有时会购买绿色产品的消费者。英敏特研究总监大卫·洛克伍德说：“首席营销官一直在寻找与消费者的接触点，而这正是一个没有得到满足的很大很大的接触点。”“与我们交谈过的所有企业高管都非常相信，能够就环境提出某种有力的论据，将会影响到他们的最终利润。”